# Oscar Schlitter
Oscar Schlitter (* 10. Januar 1868 in Lennep; † 30. November 1939 in Berlin) war ein deutscher Bankier.

## Leben
Nach einer Banklehre bei der Elberfelder Bergisch-Märkischen Bank trat Schlitter 1890 in die Essener Credit-Anstalt ein und wurde dort 1901 zum Vorstandsmitglied berufen. 1906 wurde Schlitter Vorstandsmitglied der Deutschen Bank AG, wechselte aber bereits 1908 wieder als Generaldirektor zur Bergisch-Märkischen Bank. 1912 kehrte er in den Vorstand der Deutschen Bank zurück und war an der – für damalige Verhältnisse sehr großen – Fusion der Bergischen-Märkischen Bank mit der Deutsche Bank AG 1914 wesentlich beteiligt.
Schlitter war involviert in den Aufbau und die Finanzierung der rheinisch-westfälischen Schwerindustrie und der deutschen Maschinen- und Elektroindustrie sowie die Konzentration der deutschen Versicherungswirtschaft nach dem Zusammenbruch in der Weimarer Republik.
Er war Aufsichtsratsmitglied der IG Farben (1931–1935), der Deutsch-Luxemburgischen Bergwerks- und Hütten-AG, der Gelsenkirchener Bergwerks-AG, des RWE AG, der Phönix AG für Bergbau und Hüttenbetrieb, bei Mannesmann und war an der Gründung der Vereinigte Stahlwerke AG beteiligt. Von 1933 bis 1939 war er Aufsichtsratsvorsitzender der Deutschen Bank AG.
Oscar Schlitter lebte auf der Berliner Havelinsel Schwanenwerder. Sein Grundstück samt Wohngebäuden in der Inselstraße 8–10 verkaufte er im Sommer 1935 an Joseph Goebbels zum Preis von 270.000 Reichsmark. Nach dem Krieg verfielen die Villa und die Nebengebäude und wurden schließlich in den 1950er Jahren abgerissen. Ab Mitte der 1970er Jahre befand sich dort die Berliner Dependance des Aspen-Instituts.
Von 1932 bis 1939 war Schlitter Mitglied der Berliner Mittwochsgesellschaft.

## Privates
Oscar Schlitter war verheiratet mit Anna, geb. Bandhauer, Tochter von Otto Bandhauer, Direktor der Essener Westdeutschen Versicherungs-Aktienbank. Aus der Ehe ging der spätere Diplomat Oskar Hermann Artur Schlitter hervor, welcher mit Daisy d’Ora verheiratet war.